# 555292 Bakels
555292 Bakels este o planetă minoră (asteroid) din centura de asteroizi. A fost descoperită pe 31 octombrie 2013 la Piszkéstetői Obszervatórium⁠(d) de Krisztián Sárneczky⁠(d) și a fost numită după Corrie Bakels⁠(d). 
Obiectul prezintă o orbită caracterizată de o semiaxă mare de 3,1277519943783 UAi, o excentricitate de 0,10404263118847, o înclinație de 9,2926023282452 ° în raport cu ecliptica.